# Barbara Hillary
Barbara Hillary (Hilton Head Island, 12 de juny de 1931 – Far Rockaway, Nova York, 23 de novembre de 2019) va ser una infermera, editora, aventurera i comunicadora estatunidenca. El 2007, als setanta-i-cinc anys, va ser la primera dona afroamericana coneguda que va arribar al pol Nord i el 2011, als setanta-nou anys, va arribar al pol Sud, essent la primera dona afroamericana que va aconseguir els dos pols.

## Biografia
Barbara Hillary va néixer a Manhattan, en una zona actualment coneguda com a barri de Lincoln Square (abans San Juan Hill). El seu pare va morir quan ella era petita i la seva mare va criar-la al barri de Harlem, amb escassos recursos. Va assistir a la New School de Nova York, on es va llicenciar en gerontologia i va treballar com a infermera durant cinquanta-cinc anys.
El 1998, li van diagnosticar un càncer de pulmó que va requerir cirurgia per extirpar-l'hi. Aquesta cirurgia va suposar una reducció del 25 per cent de la capacitat respiratòria. Va ser el seu segon diagnòstic de càncer, després d'haver superat un càncer de mama als vint anys. A principis de 2019 va emmalaltir, però malgrat tot encara va aconseguir viatjar a Mongòlia per conscienciar sobre els efectes del canvi climàtic en les societats. Després de mesos de disminució de la salut, va ser hospitalitzada i va morir el 23 de novembre de 2019.

## Activisme
Va ser la fundadora de l'Arverne Action Association, Inc., un grup dedicat a millorar la vida a Arverne, un barri de Nova York, i a Rockaway, un altre barri novaiorquès, situat a Long Island. També va ser fundadora i redactora en cap de The Peninsula Magazine, una revista sense ànim de lucre i multiracial que va ser la primera d'aquest tipus en aquella zona de Nova York. Després de visitar els pols, es va interessar pels efectes del canvi climàtic en els casquets polars i va començar a fer conferències sobre el tema. El 2019 va viatjar a l'estepa mongola per visitar una comunitat on les tradicions culturals estan amenaçades pel canvi climàtic.

## Aventurera
Viatges al pol nord i sud
Després de jubilar-se com a infermera, es va assabentar que cap dona negra havia arribat al pol Nord i va pensar que ella en podria ser la primera. Es va inscriure a una expedició a l'Àrtida que va finançar a través de patrocinadors. El 23 d'abril de 2007, als setanta-cinc anys, va ser una de les persones de més edat que va arribar al pol Nord, i la primera dona negra que ho feia. Aquest viatge, al pol Nord, el va dedicar a la seva mare, Viola Jones Hillary, que es va esforçar per donar-li, a ella i a la seva germana, Dorothy Hillary Aranda, la possibilitat de tenir una educació millor.
Cinc anys més tard, als setanta-nou anys, va ser la primera dona afroamericana de la qual es té notícia que hagi arribat al pol Sud, el 6 de gener de 2011.
Després de les seves expedicions, va ser una gran divulgadora i va impartir conferències en diverses entitats, com ara la National Organization for Women.

## Premis i honors
- L'any 2007 La Cambra de Representants dels EUA reconeix i honora la seva proesa en assolir el pol Nord.[10]
- El 2008 va rebre el Premi Internacional Dona Coratge.[11]
- El 2020 va ser admesa al National Women's Hall of Fame, el museu que honora i recorda la tasca de grans dones d'aquell país en molts àmbits.[12]